# Geneviève (prénom)
Pour les articles homonymes, voir Geneviève.

## Sens et origine
Geneviève est un prénom français féminin d'origine germanique. Sainte Geneviève issue d'une famille gallo-franque, salvatrice de Paris au Ve siècle l'a rendu populaire.
La forme latine est Genovefa. Il s'agit peut-être de la latinisation du germanique Kenowefa ou kenuwefa sur Ken- « genre, race » et wefa « femme »,, plus précisément d'une forme wīfą (< proto-germanique wībą). Il existe d'autres hypothèses, notamment celle d'un composé du proto-germanique *ginu- « grand, spacieux » et *waifō- « remuant »,.
Ce prénom fut porté notamment par sainte Geneviève, latinisé dans les textes en Genovefa..

## Variantes
- Médiévale : Genevote
- Latin : Genovefa

## Variantes linguistiques
- Allemand : Genoveva
- Anglais : Genevieve
- Espagnol : Genoveva
- Grec : Γενοβέφα (Yenovéfa)
- Hongrois : Genovéva
- Italien : Genoveffa
- Japonais : ジュヌヴィエーヴ (Junuviēva)
- Letton : Genovefa
- Lituanien : Genoveva
- Occitan : Genevieva, Geneviva
- Polonais : Genowefa
- Russe : Женевьева (Jenev’eva)